# Ochroplutodes bifurcata
Ochroplutodes bifurcata är en fjärilsart som beskrevs av Fletcher 1958. Ochroplutodes bifurcata ingår i släktet Ochroplutodes och familjen mätare. Inga underarter finns listade i Catalogue of Life.